# Musée du Service de santé des armées
 (mai 2014).
Le musée du Service de santé des armées est fondé en 1916 au Val-de-Grâce. Il est situé 1, place Alphonse-Laveran dans le 5e arrondissement de Paris. Cependant, les archives attestent l'existence d'un cabinet d'histoire naturelle, regroupant divers objets, mis à la disposition des élèves. Mais il faudra attendre la circulaire du 5 mai 1916 pour que soit mis en place un tel organe. Le musée est ouvert au public depuis 1986.

## Description
La fondation du musée remonte à la création de l'École d'application du Service de santé militaire au Val-de-Grâce en 1850.
Ses collections traitent de la création et des missions du service de santé des armées, les uniformes, l'hygiène et la prévention. On peut y voir le portrait du médecin militaire René Nicolas Dufriche, baron Desgenettes, réalisé en 1828 par le peintre Horace Vernet.

## Expositions temporaires
- 2019-2020 : Raymond Depardon : 1962-1963, photographie militaire[5]
- 2010-2011 : L'Ambulance 13 stationne au Val-de-Grâce, conjointement à la sortie en librairie de la bande dessinée L'Ambulance 13, Ed. Bamboo[6]
- 2010-2011 : Verdun, vestiges de guerre blessures de la terre, exposition de photos à l'occasion du 92e anniversaire de l'Armistice de 1918 et du 90e anniversaire de l'inhumation du Soldat inconnu à l'Arc de Triomphe[7].